# إيمويلات
الإيمويلات (الاسم العلمي:†Emuellidae) هي فصيلة منقرضة من ثلاثيات الفصوص تتبع رتبة الردليشيات.

## أجناس
- الإيمويلة